# Frank J. Mrvan
Frank John Mrvan (Hammond, Indiana; 16 de abril de 1969) es un agente hipotecario y político estadounidense que se ha desempeñado como representante de los Estados Unidos por el 1.er distrito congresional de Indiana desde 2021. Desde 2005 hasta 2021, se desempeñó como fideicomisario del municipio de North Township, Indiana. Es miembro del Partido Demócrata.

## Primeros años y carrera
Nació y creció en Hammond, Indiana. Después de graduarse de la Escuela Secundaria Oliver P. Morton, obtuvo una licenciatura en periodismo en la Universidad Ball State.
Trabajó como agente hipotecario autorizado y representante de ventas de productos farmacéuticos. En noviembre de 2005, fue designado fideicomisario del municipio de North Township, Indiana, cuando su predecesor renunció.

## Cámara de Representantes de los Estados Unidos

### Elecciones
- 2020: después de que Pete Visclosky, el entonces representante por el 1.er distrito de Indiana, decidiera no postularse para la reelección en 2020, Mrvan anunció su candidatura.[3] Fue respaldado por Visclosky.[4] Ganó la nominación demócrata con el 33 % de los votos en un campo de 14 candidatos, incluidos Thomas McDermott Jr. y Mara Candelaria Reardon. Derrotó al republicano Mark Leyva en las elecciones generales de noviembre,[5][6] con el 57 % de los votos.[7]

- 2022: se postuló para la reelección contra la candidata republicana Jennifer-Ruth Green. Mrvan derrotó a Green con el 53 % de los votos.

### Mandato
Asumió el cargo el 3 de enero de 2021. Votó a favor del segundo juicio político a Donald Trump, la Ley del Plan de Rescate Estadounidense de 2021 y la Ley de Protección del Derecho a Organizarse, que copatrocinó.
Hasta agosto de 2022, había votado, de acuerdo con la posición declarada de Joe Biden, el 100 % de las veces.

## Vida personal
Él y su esposa Jane (de soltera, Trimble) tienen dos hijos.
Su padre, Frank E. Mrvan, también es político y se desempeñó en el Senado de Indiana hasta enero de 2022.